# Thierry Henry
Thierry Daniel Henry (wym. [tjɛˈʁi ɑ̃ˈʁi]; ur. 17 sierpnia 1977 w Les Ulis, Essonne) – francuski trener i piłkarz gwadelupskiego pochodzenia, który występował na pozycji napastnika. Mistrz Świata 1998, Mistrz Europy 2000, Wicemistrz Świata 2006, zdobywca Ligi Mistrzów UEFA (2008/2009) z FC Barcelona.

## Życiorys

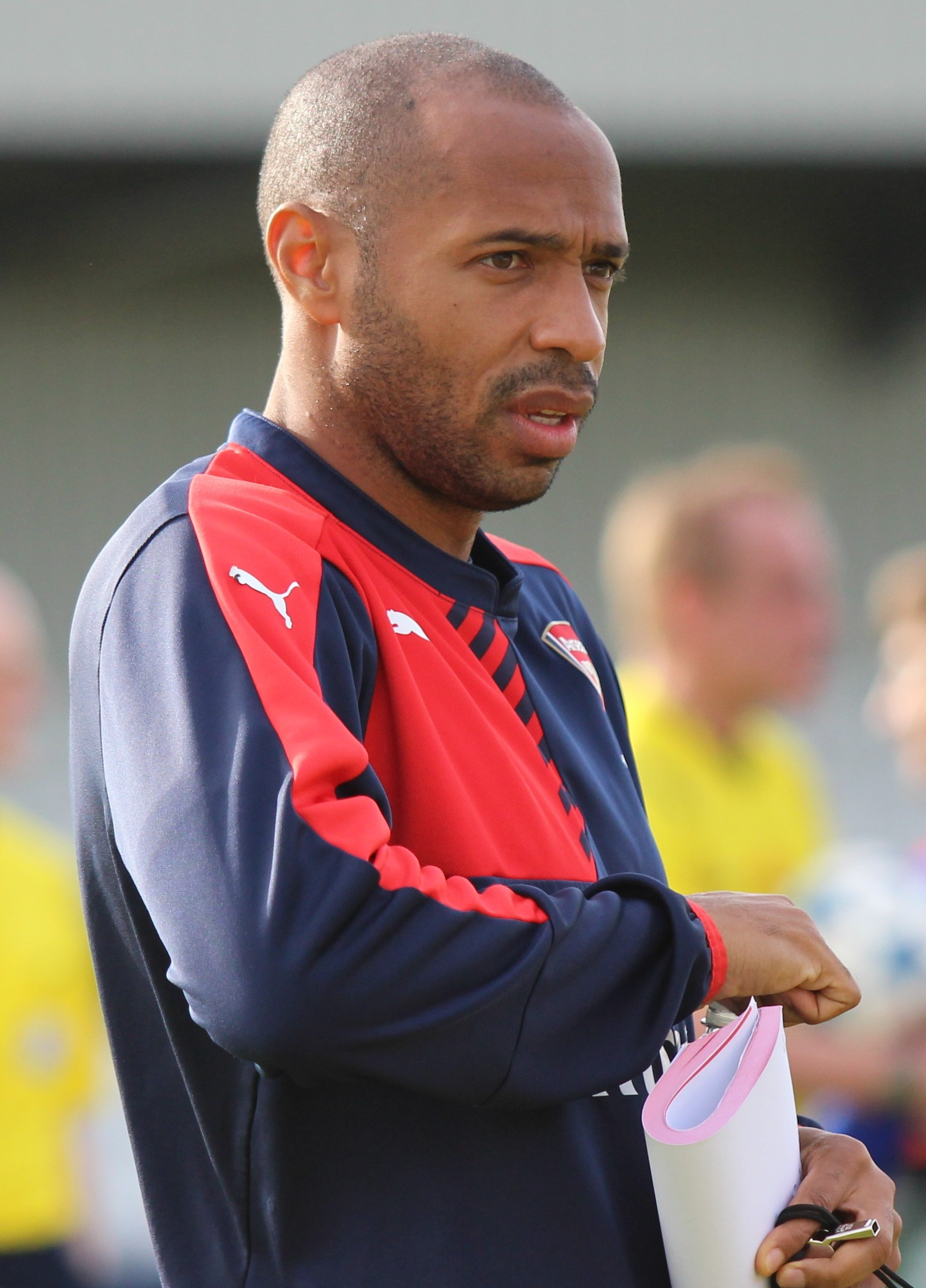
Thierry Henry na treningu Arsenalu U-19 w 2015

Henry dorastał w Les Ulis, gdzie mieszka wielu emigrantów z byłych francuskich kolonii. Jego ojciec, Antoine, pochodzi z Gwadelupy i sam próbował zrobić karierę piłkarską, ale wszyscy trenerzy z jakimi się zetknął, za jego jedyny atut uznawali szybkość i nie byli zainteresowani zatrzymaniem go w swoich klubach. Z tego powodu musiał zarabiać na życie jako ochroniarz.
Thierry Henry jest wychowankiem słynnej szkółki piłkarskiej Centre Technique National Fernand Sastre w Clairefontaine-en-Yvelines. Grając w lidze juniorów, od początku występował jako napastnik. Był niezwykle skuteczny, potrafił w ciągu sezonu strzelić ponad 100 goli. W meczu, w którym został zauważony przez łowcę talentów AS Monaco, zdobył siedem bramek.
Na talencie grającego w drużynie juniorów AS Monaco Henry’ego poznał się trener pierwszej drużyny tego klubu, Arsène Wenger, który dał mu szansę debiutu w wieku zaledwie 17 lat. Henry mówi o Wengerze: „Jest moim duchowym przywódcą”. Wenger został jednak trenerem Nagoya Grampus Eight, a jego następca postanowił przekwalifikować Henry’ego na skrzydłowego.
W tej roli trafił w styczniu 1999 za 14 milionów funtów do włoskiego Juventusu. Pobyt w tym klubie Henry uważa za najgorszy epizod w piłkarskiej karierze, gdyż nie dość, że był ustawiany na skrzydle zamiast na środku ataku, to jeszcze trener Carlo Ancelotti kazał mu aktywnie angażować się w grę defensywną.
Wybawieniem dla Henry’ego okazało się zatrudnienie przez Arsenal Wengera. Francuski trener przekonał przełożonych, że warto zapłacić za zawodnika 11 milionów funtów i jeszcze w sierpniu 1999 Henry trafił do Londynu, gdzie szybko stał się czołowym napastnikiem Premiership, strzelając bramkę za bramką. Nazwisko światowej klasy Francuz wyrobił sobie właśnie w londyńskim klubie. Podczas ośmiu lat gry w barwach „Kanonierów” stał się najlepszym strzelcem w historii Arsenalu i jednym z najlepszych w Premier League, zdobył 228 goli w 377 spotkaniach. Henry wygrał z Arsenalem dwa razy Premier League i trzy razy FA Cup, został też dwukrotnie nominowany do nagrody Piłkarza Roku FIFA. Ponadto trzykrotnie uznano go najlepszym piłkarzem sezonu Premier League i dwa razy został laureatem Złotego Buta.
W czerwcu 2007 przeszedł do Barcelony za 24 mln euro, które kataloński klub płacił w sześciu ratach. W październiku 2007 roku zdobył 42 bramkę w kadrze, przez co pokonał Michela Platiniego jako najlepszego strzelca w historii reprezentacji. Jego pierwszym wyróżnieniem w zespole z Katalonii było wygranie La Ligi w 2009, w tym samym roku sięgnął z klubem po potrójną koronę, czyli zwyciężył też Ligę Mistrzów i Copa del Rey. Komplet trofeów dopełniło zwycięstwo w Superpucharze Hiszpanii i Superpucharze Europy. 2 grudnia 2009 roku w meczu z Xerez zdobył swoją 355 bramkę, dzięki czemu stał się najskuteczniejszym francuskim piłkarzem w historii, wyprzedzając Michela Platiniego (354 gole). W 2010 na zasadzie wolnego transferu przeszedł do New York Red Bulls.
W grudniu 2011 roku, z okazji obchodów 125-lecia Arsenalu, przed Emirates Stadium umieszczone zostały pomniki legend klubu, wśród nich znalazł się Thierry Henry.
6 stycznia 2012 roku został wypożyczony do Arsenalu. 9 stycznia 2012 strzelił gola przeciwko Leeds United F.C. w meczu trzeciej rundy Pucharu Anglii w sezonie (2011/2012) a jego gol zapewnił zwycięstwo (1:0).
16 grudnia 2014 roku Henry ogłosił, że postanowił zakończyć trwającą 20 lat profesjonalną karierę piłkarską.

### Kariera reprezentacyjna
W reprezentacji Francji zadebiutował w październiku 1997, w meczu przeciwko RPA. Rok później, podczas Mistrzostw Świata 1998, pomógł Francji w zdobyciu złotego medalu, strzelając trzy bramki. Dzień po finale został nagrodzony Legią Honorową. Na EURO 2000 również uzyskał trzy trafienia, a Francja sięgnęła po mistrzostwo kontynentu.
W 2003 roku Trójkolorowi zdobyli w roli gospodarza Puchar Konfederacji. Thierry Henry został królem strzelców (z dorobkiem 4 bramek), a także wybrano go na MVP całego turnieju.
W eliminacjach do Mistrzostw Świata 2010, podczas meczu Francja-Irlandia, w dogrywce zagrał ręką – było to o tyle istotne, że poprzez zatrzymanie piłki podał do Williama Gallasa, który zdobył bramkę zapewniającą Francji awans na mundial. Po meczu Henry przyznał się, że umyślnie zagrał ręką, jednak dodał, że wina jest po stronie sędziego, który tę bramkę uznał.
Po Mistrzostwach Świata w RPA w 2010 roku Henry postanowił zakończyć 13-letnią przygodę z reprezentacją, w której wystąpił w 123 meczach i strzelił 51 bramek, stając się rekordzistą pod względem zdobytych goli dla Trójkolorowych. Rekord ten został pobity w 2022 roku przez Oliviera Giroud na Mistrzostwach Świata w Katarze.

### Kariera menedżerska
W sierpniu 2016 roku, Thierry Henry został asystentem selekcjonera reprezentacji Belgii, Roberto Martíneza.
13 października 2018 roku został ogłoszony nowym trenerem AS Monaco FC zastępując Leonardo Jardima.
W sierpniu 2023 został trenerem francuskiej reprezentacji młodzieżowej U21.

### Życie prywatne
Ożenił się z angielską modelką Nicole Merry (prawdziwe imię Claire) w 2003 i ma z nią córkę o imieniu Téa (ur. 2005). Rozwiedli się w 2007 roku. W 2011 ożenił się z Andreą Rajačić, z którą ma troje dzieci.

## Pozycja
Chociaż Thierry Henry grał w ataku, w czasach występów w Juventusie przestawiony został na skrzydło. Po dołączeniu do Arsenalu w 1999 roku, Arsène Wenger natychmiast zmienił jego pozycję, wystawiając Henry’ego w preferowanej przez niego formacji.
Mógł grać zarówno w ataku, jak i na skrzydle. Nieraz przeprowadzał swoje rajdy lewym skrzydłem, na które często schodził. Thierry często dogrywał piłki do partnerów, asystował i rozgrywał. Jako zawodnik miał świetnie opanowaną technikę i drybling.
Grając w linii ataku Henry potrafił wykańczać akcje w sytuacjach 1 na 1 z bramkarzem. Ta umiejętność połączona z szybkością i dryblingiem pozwalała mu albo na wybieganie do podań kolegów, tak by uniknąć pozycji spalonej, albo na samotny drybling i późniejszy strzał. Henry był także wykonawcą rzutów karnych i wolnych dla Arsenalu.

## Statystyki kariery

### Zawodnik
| Klub               | Sezon              | Ligi krajowe | Ligi krajowe | Ligi krajowe | Puchary krajowe | Puchary krajowe | Puchary krajowe | Europejskie Puchary | Europejskie Puchary | Europejskie Puchary | Łącznie | Łącznie | Łącznie |
| Klub               | Sezon              | występy      | bramki       | asysty       | występy         | bramki          | asysty          | występy             | bramki              | asysty              | występy | bramki  | asysty  |
| ------------------ | ------------------ | ------------ | ------------ | ------------ | --------------- | --------------- | --------------- | ------------------- | ------------------- | ------------------- | ------- | ------- | ------- |
| AS Monaco          | 1994/1995          | 8            | 3            | 1            | 0               | 0               | 0               | 0                   | 0                   | 0                   | 8       | 3       | 1       |
| AS Monaco          | 1995/1996          | 18           | 3            | 5            | 3               | 0               | 1               | 1                   | 0                   | 0                   | 22      | 3       | 6       |
| AS Monaco          | 1996/1997          | 36           | 9            | 8            | 3               | 0               | 1               | 9                   | 1                   | 4                   | 48      | 10      | 13      |
| AS Monaco          | 1997/1998          | 30           | 4            | 9            | 5               | 0               | 2               | 9                   | 7                   | 1                   | 44      | 11      | 12      |
| AS Monaco          | 1998/1999          | 13           | 1            | 3            | 1               | 0               | 0               | 5                   | 0                   | 2                   | 19      | 1       | 5       |
| AS Monaco          | Łącznie            | 105          | 20           | 26           | 12              | 0               | 4               | 24                  | 8                   | 7                   | 141     | 28      | 37      |
| Juventus F.C.      | 1998/1999          | 16           | 3            | 2            | 0               | 0               | 0               | 0                   | 0                   | 0                   | 16      | 3       | 2       |
| Juventus F.C.      | Łącznie            | 16           | 3            | 2            | 0               | 0               | 0               | 0                   | 0                   | 0                   | 16      | 3       | 2       |
| Arsenal            | 1999/2000          | 31           | 17           | 9            | 5               | 1               | 0               | 12                  | 8                   | 0                   | 48      | 26      | 9       |
| Arsenal            | 2000/2001          | 35           | 17           | 7            | 4               | 1               | 0               | 14                  | 4                   | 0                   | 53      | 22      | 7       |
| Arsenal            | 2001/2002          | 33           | 24           | 5            | 5               | 1               | 0               | 11                  | 7                   | 0                   | 49      | 32      | 5       |
| Arsenal            | 2002/2003          | 37           | 24           | 23           | 6               | 1               | 0               | 12                  | 7                   | 0                   | 55      | 32      | 23      |
| Arsenal            | 2003/2004          | 37           | 30           | 8            | 4               | 4               | 0               | 10                  | 5                   | 2                   | 51      | 39      | 10      |
| Arsenal            | 2004/2005          | 32           | 25           | 14           | 2               | 0               | 0               | 8                   | 5                   | 0                   | 42      | 30      | 14      |
| Arsenal            | 2005/2006          | 32           | 27           | 6            | 2               | 1               | 0               | 11                  | 5                   | 2                   | 45      | 33      | 8       |
| Arsenal            | 2006/2007          | 17           | 10           | 4            | 3               | 1               | 1               | 7                   | 1                   | 0                   | 27      | 12      | 5       |
| Arsenal            | Łącznie            | 254          | 174          | 76           | 31              | 10              | 1               | 85                  | 42                  | 4                   | 370     | 226     | 81      |
| FC Barcelona       | 2007/2008          | 30           | 12           | 9            | 7               | 4               | 0               | 10                  | 3                   | 2                   | 47      | 19      | 11      |
| FC Barcelona       | 2008/2009          | 29           | 19           | 6            | 1               | 1               | 0               | 12                  | 6                   | 3                   | 42      | 26      | 9       |
| FC Barcelona       | 2009/2010          | 21           | 4            | 1            | 3               | 0               | 0               | 7                   | 0                   | 1                   | 31      | 4       | 2       |
| FC Barcelona       | Łącznie            | 80           | 35           | 16           | 11              | 5               | 0               | 29                  | 9                   | 6                   | 120     | 49      | 22      |
| New York Red Bulls | 2010               | 11           | 2            | 3            | 1               | 0               | 0               | 0                   | 0                   | 0                   | 12      | 2       | 3       |
| 2011               | 26                 | 14           | 4            | 3            | 1               | 1               | 0               | 0                   | 0                   | 29                  | 15      | 5       |         |
| 2012               | 25                 | 15           | 12           | 2            | 0               | 0               | 0               | 0                   | 0                   | 27                  | 15      | 12      |         |
| 2013               | 30                 | 10           | 9            | 2            | 0               | 1               | 0               | 0                   | 0                   | 32                  | 10      | 10      |         |
| 2014               | 30                 | 10           | 14           | 5            | 0               | 5               | 0               | 0                   | 0                   | 35                  | 10      | 19      |         |
| Łącznie            | 122                | 51           | 42           | 13           | 1               | 7               | 0               | 0                   | 0                   | 135                 | 52      | 49      |         |
| Arsenal            | 2012               | 4            | 1            | 0            | 2               | 1               | 0               | 1                   | 0                   | 0                   | 7       | 2       | 0       |
| Arsenal            | Łącznie            | 258          | 175          | 76           | 33              | 11              | 1               | 86                  | 42                  | 4                   | 377     | 228     | 81      |
| Łącznie w karierze | Łącznie w karierze | 581          | 284          | 162          | 69              | 17              | 12              | 139                 | 59                  | 17                  | 789     | 360     | 191     |

### Trener
Aktualne na 15 sierpnia 2020.
| Zespół          | Od                   | Do               | Statystyka | Statystyka | Statystyka | Statystyka | Statystyka |
| Zespół          | Od                   | Do               | M          | W          | R          | P          | % W        |
| --------------- | -------------------- | ---------------- | ---------- | ---------- | ---------- | ---------- | ---------- |
| AS Monaco FC    | 13 października 2018 | 24 stycznia 2019 | 20         | 4          | 5          | 11         | 20,00      |
| Montreal Impact | 14 listopada 2019    | 25 lutego 2021   | 29         | 9          | 4          | 16         | 31,03      |
| Łącznie         | Łącznie              | Łącznie          | 49         | 13         | 9          | 27         | 26,53      |

## Osiągnięcia

### Reprezentacyjne
- Mistrzostwo świata: 1998
- Mistrzostwo Europy: 2000
- Puchar Konfederacji: 2003

### Klubowe

#### AS Monaco
- Mistrzostwo Francji: 1997
- Superpuchar Francji: 1997

#### Juventus
- Puchar Intertoto: 1999

#### Arsenal
- Mistrzostwo Anglii: 2002, 2004
- Puchar Anglii: 2002, 2003, 2005
- Tarcza Wspólnoty: 2002, 2004
- finał Pucharu UEFA: 2000
- finał Ligi Mistrzów: 2006

#### FC Barcelona
- Mistrzostwo Hiszpanii: 2009, 2010
- Puchar Hiszpanii: 2009
- Superpuchar Hiszpanii: 2009
- Liga Mistrzów UEFA: 2009
- Superpuchar Europy: 2009
- Klubowe Mistrzostwo Świata: 2009

#### New York Red Bulls
- Supporters' Shield: 2013
- MLS Eastern Conference: 2010, 2013

### Indywidualne
- Złoty But: 2004, 2005
- Król strzelców ligi angielskiej: 2002, 2004, 2005, 2006
- Piłkarz Francji: 2000, 2003, 2004, 2005, 2006
- Piłkarz Roku FIFA – II miejsce: 2003, 2004
- Złota Piłka France Football – II miejsce: 2003, III miejsce: 2006

### Jako asystent selekcjonera
3. miejsce na Mistrzostwach Świata: 2018

### Jako selekcjoner kadry Francji U-21
2. miejsce na Igrzyskach Olimpijskich: 2024